# Clinton Wheeler
Clinton Wheeler (* 27. Oktober 1959 in Neptune, New Jersey; † 14. Februar 2019) war ein US-amerikanischer Basketballspieler, der nach einer kurzen Karriere in der amerikanischen Profiliga National Basketball Association (NBA) mehrere Jahre in der deutschen Basketball-Bundesliga für den Rekordmeister Bayer Leverkusen spielte. Mit dem Werksteam aus Leverkusen wurde Wheeler in jeder seiner vier Spielzeiten in der BBL Deutscher Meister.

## Karriere
Wheeler spielte während seiner Collegezeit in der unbedeutenden Division III der NCAA für die Pioneers der William Paterson University in Wayne in seinem Heimatstaat. Trotzdem wurde er in der NBA Draft von einem NBA-Profiklub berücksichtigt, wenngleich es in den 80er Jahren zehn Runden in der Draft gab, so dass 1981 223 Spieler ausgewählt wurden. So wurde Wheeler auch noch vor Saisonbeginn von den Kansas City Kings wieder entlassen. Danach spielte Wheeler für einige Spielzeiten in der CBA unter anderem in Albany unter Trainer Phil Jackson und in der Saison 1986/87 für die Thrillers aus Tampa Bay in Florida, die noch kurz vor den Play-offs nach Rapid City in South Dakota umzogen. Wheeler wurde beim dritten aufeinander folgenden Titelgewinn für die Thrillers MVP der Finalserie 1987. In den Sommermonaten spielte er zudem meistens noch für Vereine aus der USBL und konnte so mit den Tropics aus Miami ebenfalls 1987 die Meisterschaft dieser Liga erringen. 1987 war insofern Wheelers bis dahin erfolgreichstes Jahr, als es endlich mit einem längerfristigen Engagement in der NBA bei den Indiana Pacers aus Indianapolis klappte. Hatte er zuvor als Free Agent 1984 und 1985 bei den New York Knicks Verträge unterschrieben, so waren diese spätestens nach vier Wochen wieder gelöst worden. Für die Pacers machte Wheeler als Einwechselspieler in der Saison 1987/88 59 Spiele mit weniger als 10 Minuten durchschnittlicher Einsatzzeit. In der Expansion Draft 1988 bekamen die Charlotte Hornets die Rechte an Wheeler, welche ihn bereits kurze Zeit später noch vor Saisonbeginn wieder entließen. Über ein Engagement bei den Denver Nuggets ohne Einsatz wanderte Wheeler schließlich im Dezember 1988 zur Miami Heat. Nach acht Einsätzen in vier Wochen endete auch dieser Vertrag. Im März/April 1989 hatte Wheeler schließlich noch 20 Einsätze für die Trail Blazers aus Portland, Oregon. Mit einem Alter von knapp 30 Jahren wurden Wheelers Aussichten auf ein längerfristiges NBA-Engagement immer geringer, so dass er 1989 nach Deutschland in die BBL wechselte.
Unter dem neuen, mit 32 Jahren vergleichsweise jungen Cheftrainer Dirk Bauermann wurde Leverkusen mit Wheeler, seinem Landsmann Kannard Johnson und den deutschen Nationalspielern Henning Harnisch und Gunther Behnke zur dominierenden Mannschaft in der BBL. Ab 1991 stießen noch die Nationalspieler Christian Welp und Michael Koch zum Rekordmeister. Dreimal wurde das Double gewonnen, nur 1992 ging der Pokalsieg an TTL Bamberg. Trotz der Dominanz in Deutschland kam Leverkusen im Europapokal der Landesmeister auf europäischer Ebene nie über die Gruppenphase hinaus. Wheeler gehörte dabei in den Europapokalspielzeiten zu den Top 12 in Punkten sowie Top 5 in Assists und Steals jeweils pro Spiel. 1993 verließ Wheeler, der für Leverkusen 142 Bundesliga-Einsätze (20,2 Punkte/Spiel) verbucht hatte, wie auch Kannard Johnson den Verein und kehrte in sein Heimatland zurück, wo er noch in weiteren Spielzeiten in der CBA und USBL aktiv war. Mit den Hooters aus Jacksonville wurde er 1994 ein weiteres Mal Meister der USBL.